# Fenalene
Il fenalene è un  idrocarburo policiclico aromatico (IPA) con formula C13H10. Come molti altri IPA, è un inquinante atmosferico prodotto nella combustione di combustibili fossili. Questo composto fu sintetizzato in laboratorio per la prima volta nel 1944.

## Isomeri
A partire dalla struttura del 1H-fenalene si possono immaginare altri tre possibili isomeri, come illustrato nelle seguenti figure. Questi tre isomeri non sono però sinora stati ottenuti. Studi teorici sulla prevedibile stabilità di queste specie hanno portato ad ipotizzare che solo il 2H-fenalene sia eventualmente ottenibile.

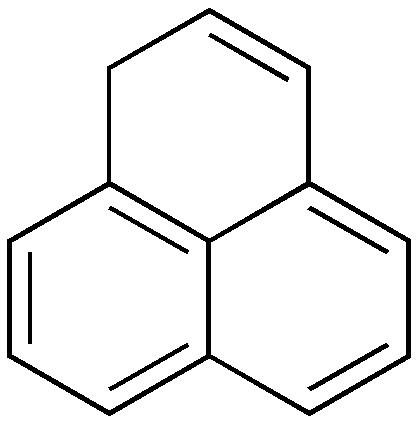
1H-phenalene
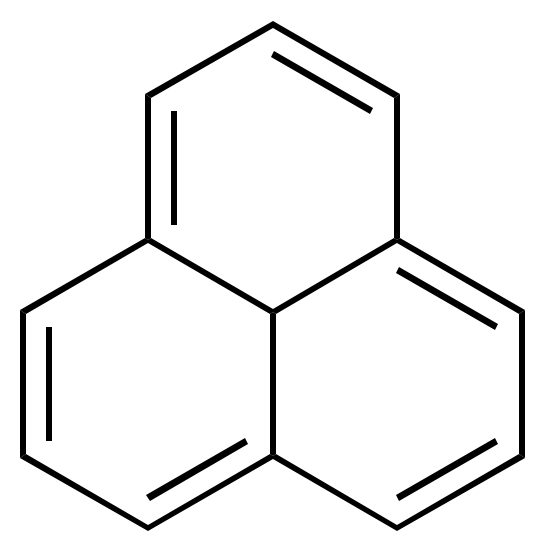
9bH-phenalene
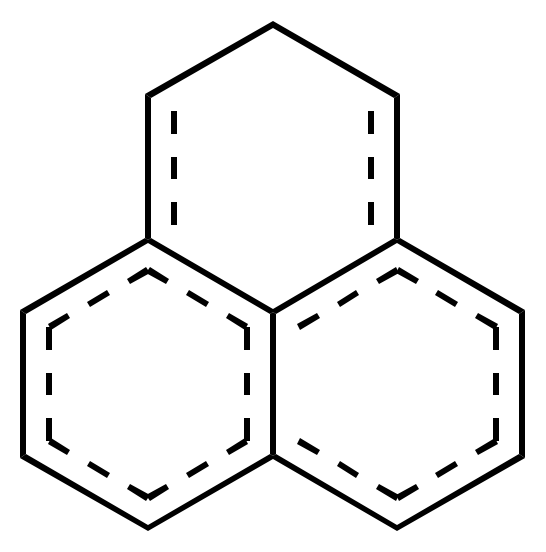
2H-phenalene
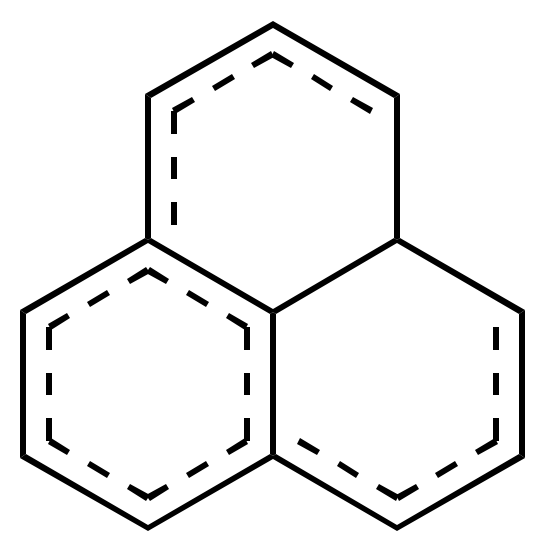
3aH-phenalene